# Zion (Illinois)

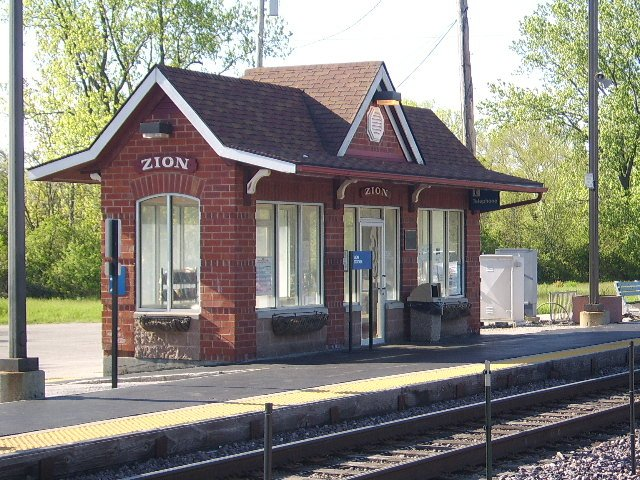
Zion – stacja metra

Zion – miasto w hrabstwie Lake w stanie Illinois w Stanach Zjednoczonych.

## Położenie
Położone jest 65 km na północ od Chicago, bezpośrednio nad brzegiem jeziora Michigan.

## Demografia
Liczba mieszkańców: 22 866 (2000 r. spis ludności); 24 303 – dane na rok 2005; 24 206 – dane na rok 2023.

## Elektrownia atomowa
W mieście znajduje się elektrownia atomowa (wyłączona w 1998).